# دوروثي كينيون
دوروثي كينيون (بالإنجليزية: Dorothy Kenyon)‏ هي محامية أمريكية، ولدت في 17 فبراير 1888 في نيويورك في الولايات المتحدة، وتوفيت في 12 فبراير 1972 بسبب سرطان المعدة.